# Liste von Solarfahrzeugen
Die Liste der Solarfahrzeuge erfasst alle Fahrzeuge, die per definitionem zumindest teilweise ihren Strom von bordeigenen Solarzellen beziehen.

## Landfahrzeuge

### Solarautos mit Straßenzulassung (inklusive Solarauto-Prototypen)

#### Australien

##### EVE

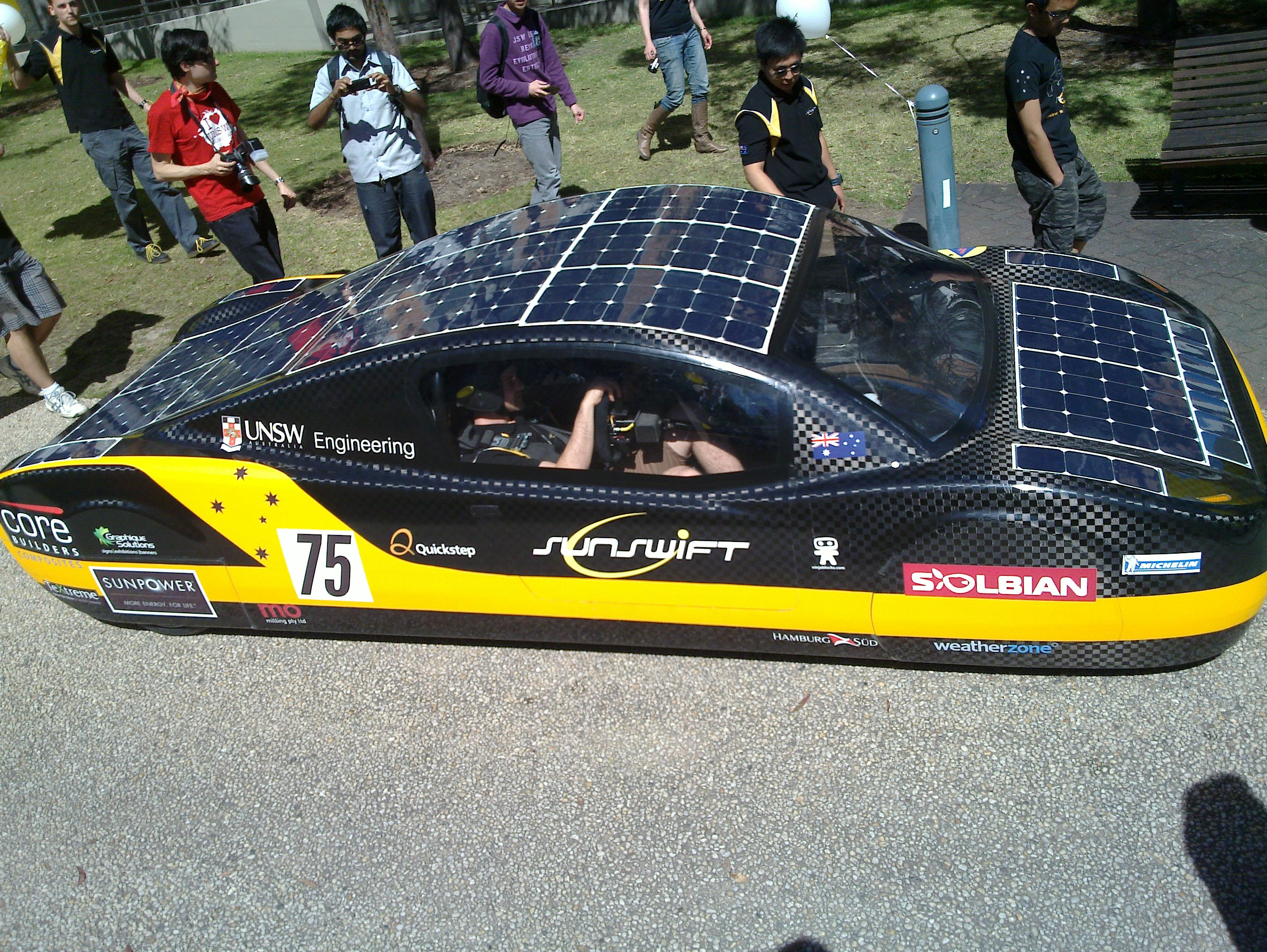
Der „Eve“ mit Team

Der „EVE“ von der University of NSW wurde 2013 zur World Solar Challenge gebaut und belegte dort den dritten Platz.

##### Solar Spirit 3
Das dreisitzige Solarauto „Solar Spirit 3“ von der Universität TAFE South Australia wurde 2011 zur World Solar Challenge gebaut.

#### China

##### Hanergy Solar A
Der Hanergy Solar A ist ein Zweisitzer mit nach hinten gezogenem Dach. Nach Planungen möchte Hanergy sein erstes Solarautomodell ungefähr 2018/2019 in Serienproduktion gehen lassen. Ein konkretes Modell wurde dafür allerdings noch nicht benannt.

##### Hanergy Solar L
Der Hanergy Solar L ist eine Großraumlimousine (engl. Multi Purpose Vehicle, MPV) mit Flügeltüren.

##### Hanergy Solar O
Der Hanergy Solar O ist ein Stadtauto.

##### Hanergy Solar R
Der Hanergy Solar R ist ein flach gebauter Sportwagen.

##### Autos ohne Namen
Der Hobby-Bastler „Chen Shungui“ hat zwei Prototypen entwickelt.

#### Deutschland

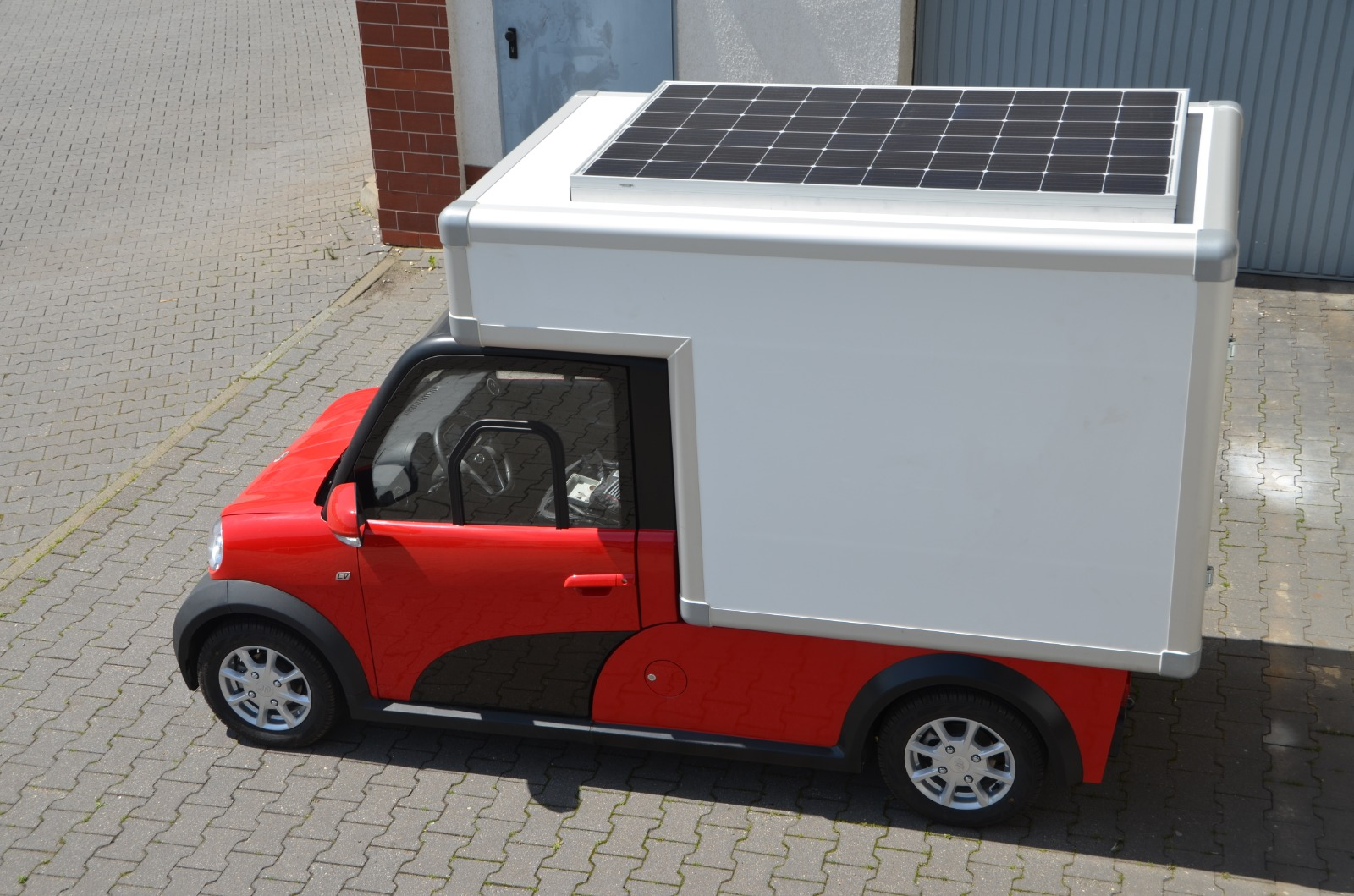
ARI 458 Alkoven mit Solarpanel

##### ARI 458
Der Elektrofahrzeug-Hersteller ARI Motors bietet seinen Elektrotransporter ARI 458 mit Solarmodulen auf dem Dach an, welche die Reichweite des Fahrzeugs um bis zu 30 km verlängern.

##### Dethleffs e.home
Das Modell, ein Camper-Reisemobil, basiert auf dem Chassis des Iveco Daily Electric. Es ist großflächig mit Dünnschicht-Solarzellen bestückt. Eine Leistung von etwa 3 Kilowatt lassen sich mit dieser Solarfolie generieren, die eine Fläche von etwa 31 Quadratmetern umfasst. Der batterieelektrische Dreiphasen-Asynchron-Antrieb des Modells mit einer Leistung von 80 Kilowatt wird aus einer recyclebaren Natrium-Nickelchlorid-Traktionsbatterie gespeist.

##### Hochschule Bochum: Open World

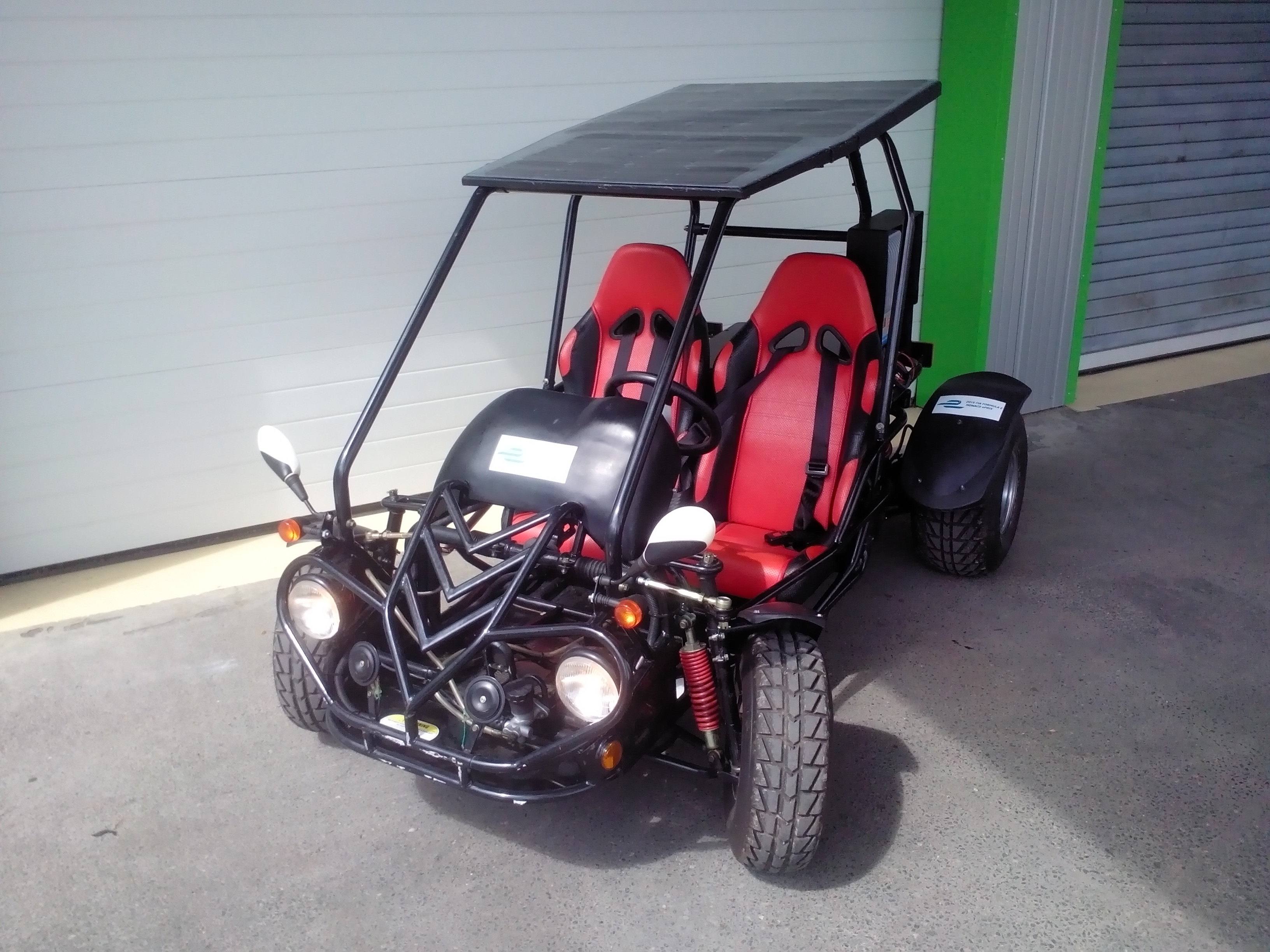
FH Bochum: Open World

Der solare Buggy wurde 2015 von der Hochschule Bochum gebaut, um damit die Tanamiwüste in Australien zu durchqueren. Die Reichweite mit geladener Batterie beträgt 50 km. Der Buggy hat ein Solardach mit 160 Wp und in einem Fach unter dem Dach weitere Solarmodule (nicht im Bild) mit 1943 Wp als Erweiterung, die während Fahrpausen genutzt werden können.

##### PowerCore SunCruiser

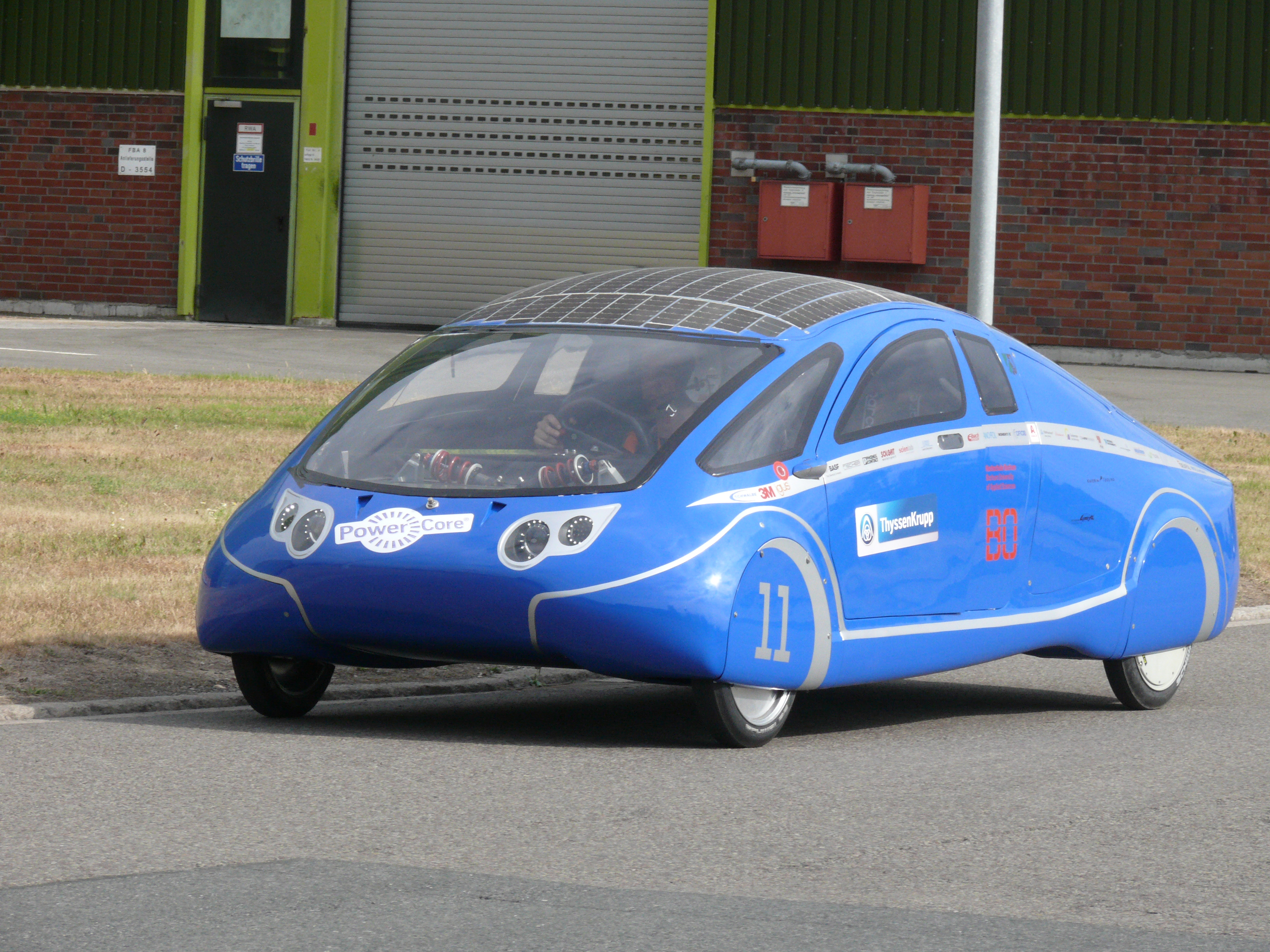
Der „PowerCore SunCruiser“: Testfahrt auf ThyssenKrupp-Gelände in Dortmund

Der dreisitzige „PowerCore SunCruiser“ wurde im Jahre 2013 von der Hochschule Bochum gebaut und im Juli 2013 der Öffentlichkeit präsentiert. Er verfügt über drei Sitze und vier Radnabenmotoren. Die Solarzellen auf dem Dach leisten 833 Wp. Im Oktober 2013 holte er auf der World Solar Challenge den zweiten Platz. Im Jahr 2014 wurde er Europameister auf der belgischen Rennstrecke Circuit Zolder.

##### Solarworld GT

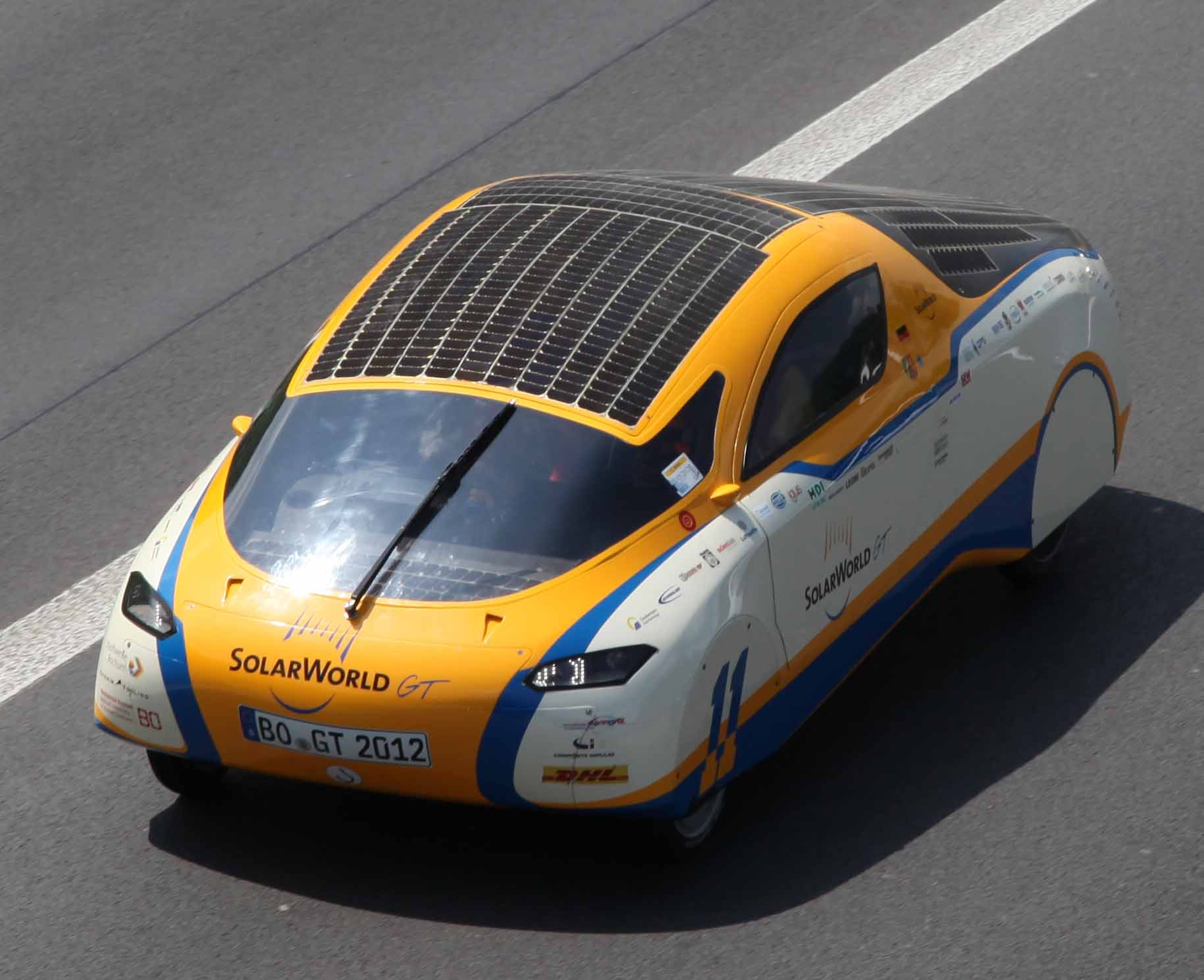
Solarworld GT auf Weltumrundung

Der zweisitzige „Solarworld GT“ wurde 2011 von der Hochschule Bochum gebaut. Damit wurde die erste voll solar-autarke Weltumrundung (10/2011 – 12/2012) bewältigt, welche dem Wagen einen Eintrag im Guinness-Buch der Rekorde verschaffte. Auf dem Wagen befinden sich 3 m² Tandemsolarzellen mit einem Wirkungsgrad von 29 %. Im Kofferraum befinden sich weitere 3 m² Solarzellen. Die Fahrzeugmasse liegt bei 300 kg.

##### Sono Sion

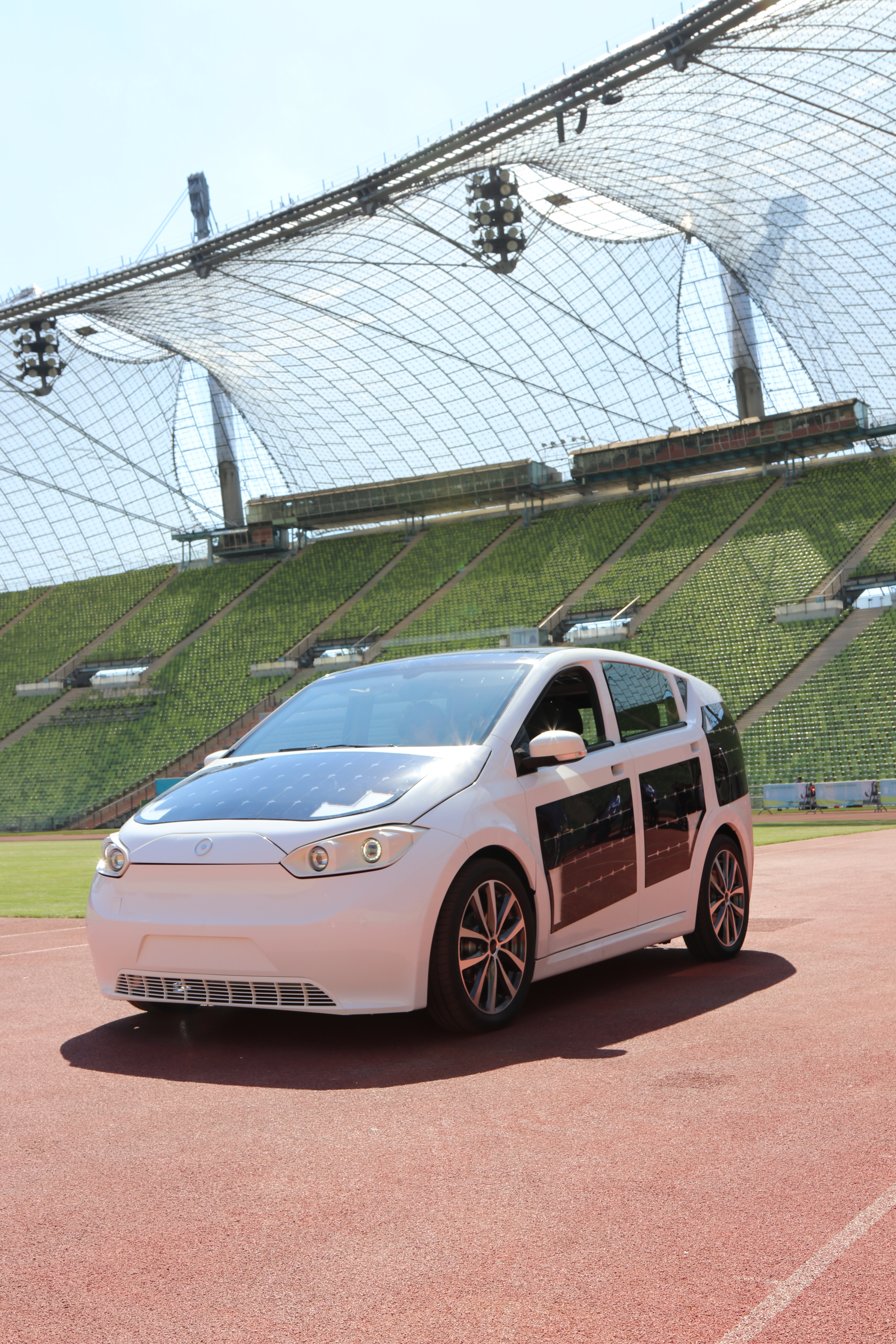
Der Sono Sion im Münchner Olympiastadion

Das Modell Sion von Sono Motors wurde im Juli 2016 der Öffentlichkeit präsentiert, das Projekt dann aber am 24. Februar 2023 eingestellt. Die Kombilimousine fällt zunächst einmal durch ihre mit Photovoltaikelementen beklebte Karosserie auf. Bei der Serienversion sollten 456 monokristalline Siliziumhalbzellen in mehrere Schichten aus Polymer in die Karosserie eingebettet werden. Die auf 7,5 Quadratmeter verteilten Solarzellen können, je nach Sonneneinstrahlung, pro Tag elektrische Energie für bis zu 30 Kilometer zusätzliche Fahrstrecke generieren.
Das Auto hat 5 Türen, einen 80kW Motor mit einer Maximalgeschwindigkeit von 140 km/h, ist am Stromnetz aufladbar mit Wechselstrom (3,7 kW bzw. 22 kW) und Gleichstrom (50 kW). Die Batterie wird eine realistische Reichweite von 250 km haben.
Es ist möglich, mit dem Strom der Batterie im Sion andere elektrische Geräte zu betreiben bzw. andere eAutos zu laden.
Das Werkstattbuch für den Sion incl. der CAD-Daten aller Ersatzteile für 3D-Drucker bzw. CNC Milling wird öffentlich sein, sodass günstige Reparaturkosten zu erwarten sind.
Der Fahrzeugbesitzer kann auf Wunsch per Handy-App anderen Menschen Strom (Powersharing) oder eine Mitfahrgelegenheit (Ridesharing) anbieten bzw. sein Auto vermieten (Carsharing).

##### ThyssenKrupp SunRiser

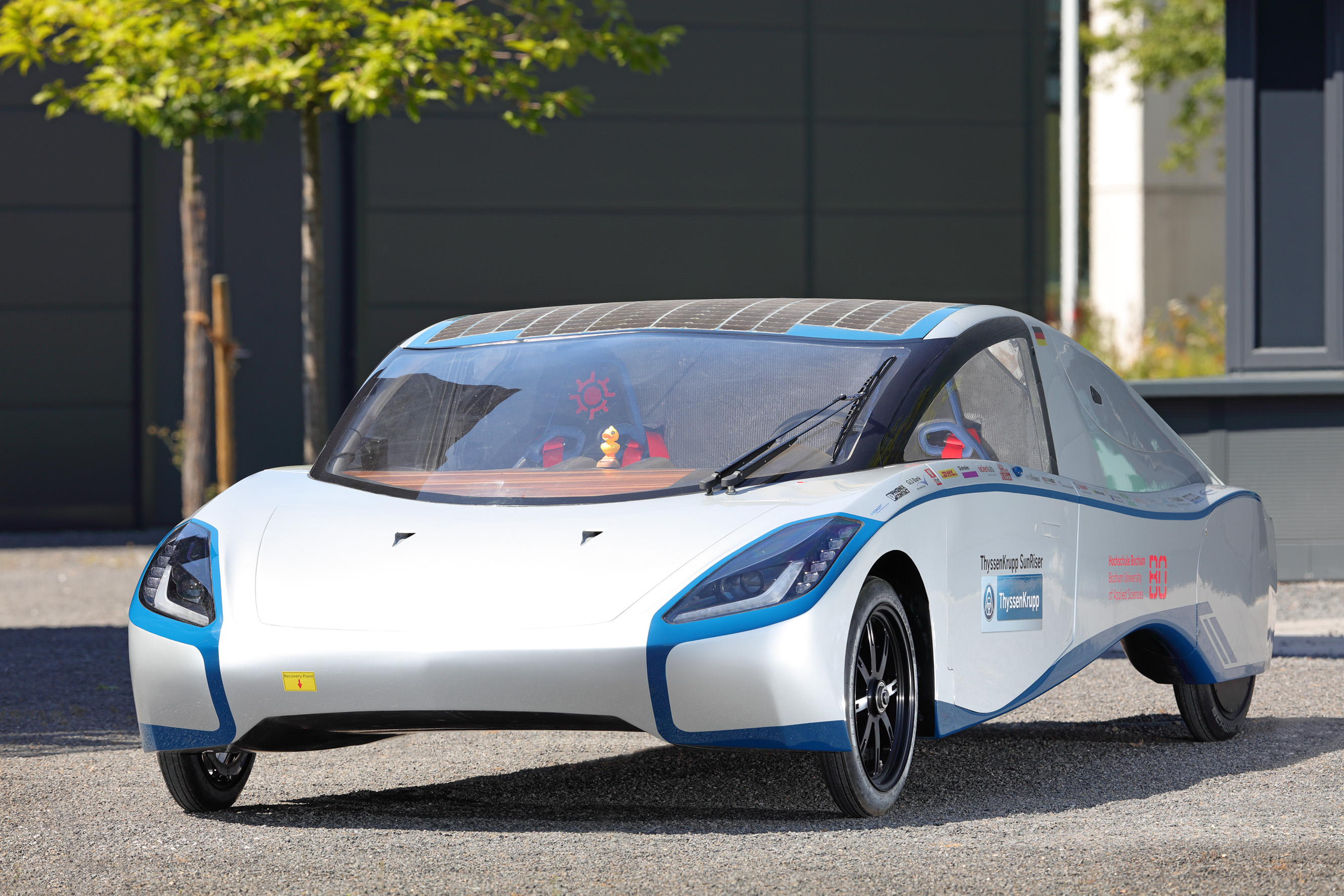
ThyssenKrupp SunRiser

Der „ThyssenKrupp SunRiser“ mit 2 Sitzen wurde 2015 von der Hochschule Bochum gebaut.
Maximale Leistung des 3 m² großen Solardaches ist 870 Wp. Das Auto verfügt über zwei Radnabenmotoren mit je 7,5 kW Maximalleistung und Komfortelektronik. Maximale Geschwindigkeit ist 120 km/h. Reichweite mit nur solarer Aufladung bis zu 600 Kilometer / Tag. Reichweite mit vollem Akkumulator 1100 Kilometer. Der Wagen nahm an der World Solar Challenge 2015 teil, erreichte den dritten Platz und wurde von der Jury für seine Praktikabilität ausgezeichnet. Im Jahr 2016 holte das Team bei der iLUMEN European Solar Challenge in Zolder (Belgien) auf einer ehemaligen Formel 1 - Rennstrecke den dritten Platz. Die Challenge beinhaltete neben einer Präsentation über eine technische Innovation des Fahrzeugs eine KO-Schikane, eine Wertung für die schnellste Runde und ein 24h-Rennen.

#### Italien

##### P-Mob
Unter der Führung von Fiat wurde im Rahmen eines EU-Projektes (Mai 2010 – April 2013) ein komplettes dreisitziges Solarauto entwickelt. Dieses kleine Fahrzeug verfügt über Allradantrieb. Reichweite mit nur solarer Aufladung 20 Kilometer / Tag. Reichweite mit vollem Akkumulator 120 Kilometer. Eine Zulassung und Serienfertigung wird noch geprüft (Stand 09/2013).

#### Japan

##### Kaiton II
Der „KAITON II“ von der Goko High School wurde 2013 zur World Solar Challenge gebaut.

#### Kanada

##### Schulich Delta
Der „Schulich Delta“ von der University of Calgary wurde 2013 zur World Solar Challenge gebaut.

#### Monaco

##### Astrolab

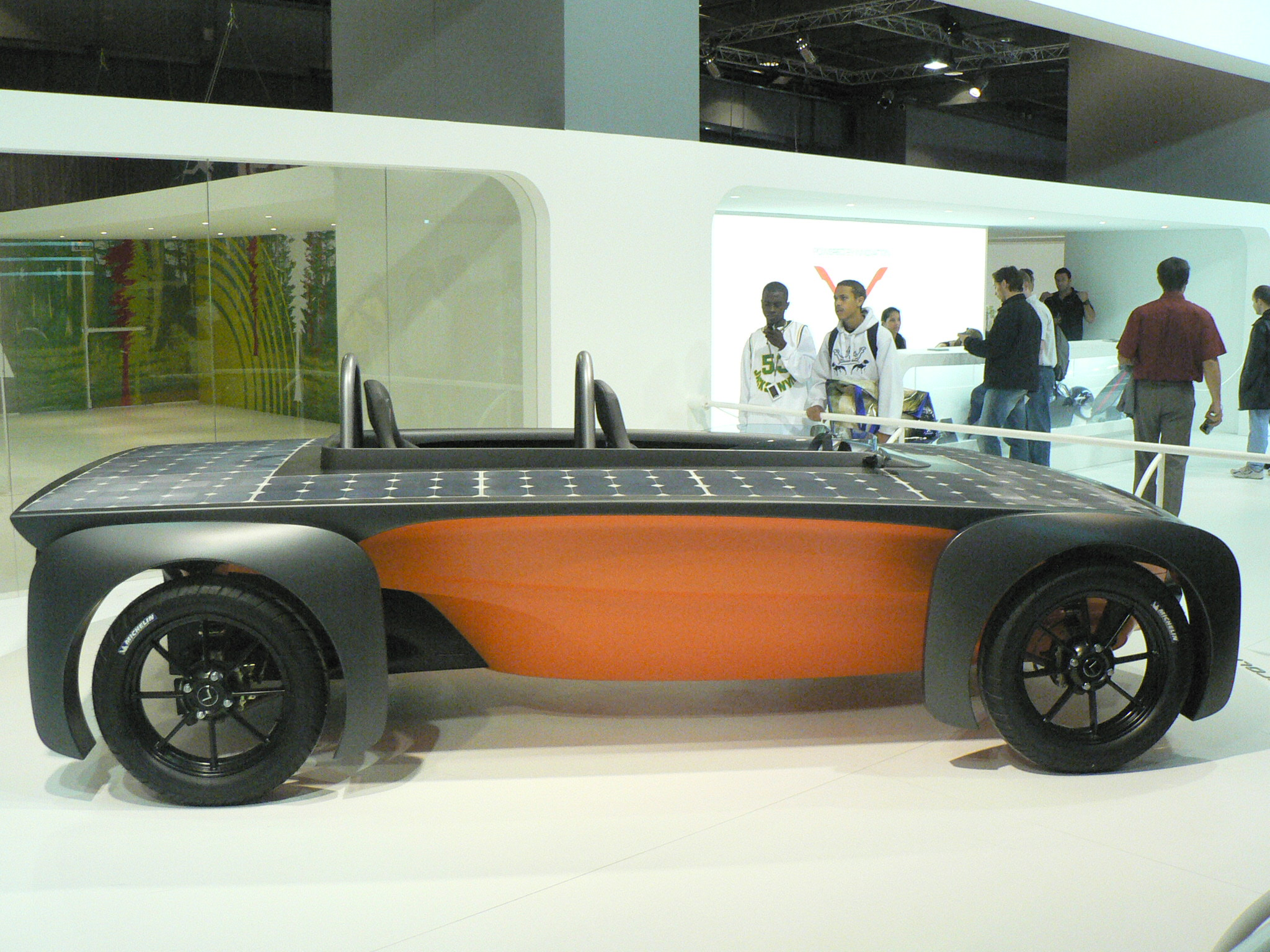
Astrolab

Der offene Zweisitzer „Astrolab“ wird von der Firma „Venturi“ seit 2006 gebaut. Reichweite mit nur solarer Aufladung 18 Kilometer / Tag. Reichweite mit vollem Akkumulator 110 Kilometer. Höchstgeschwindigkeit 120 km/h.

##### Eclectic

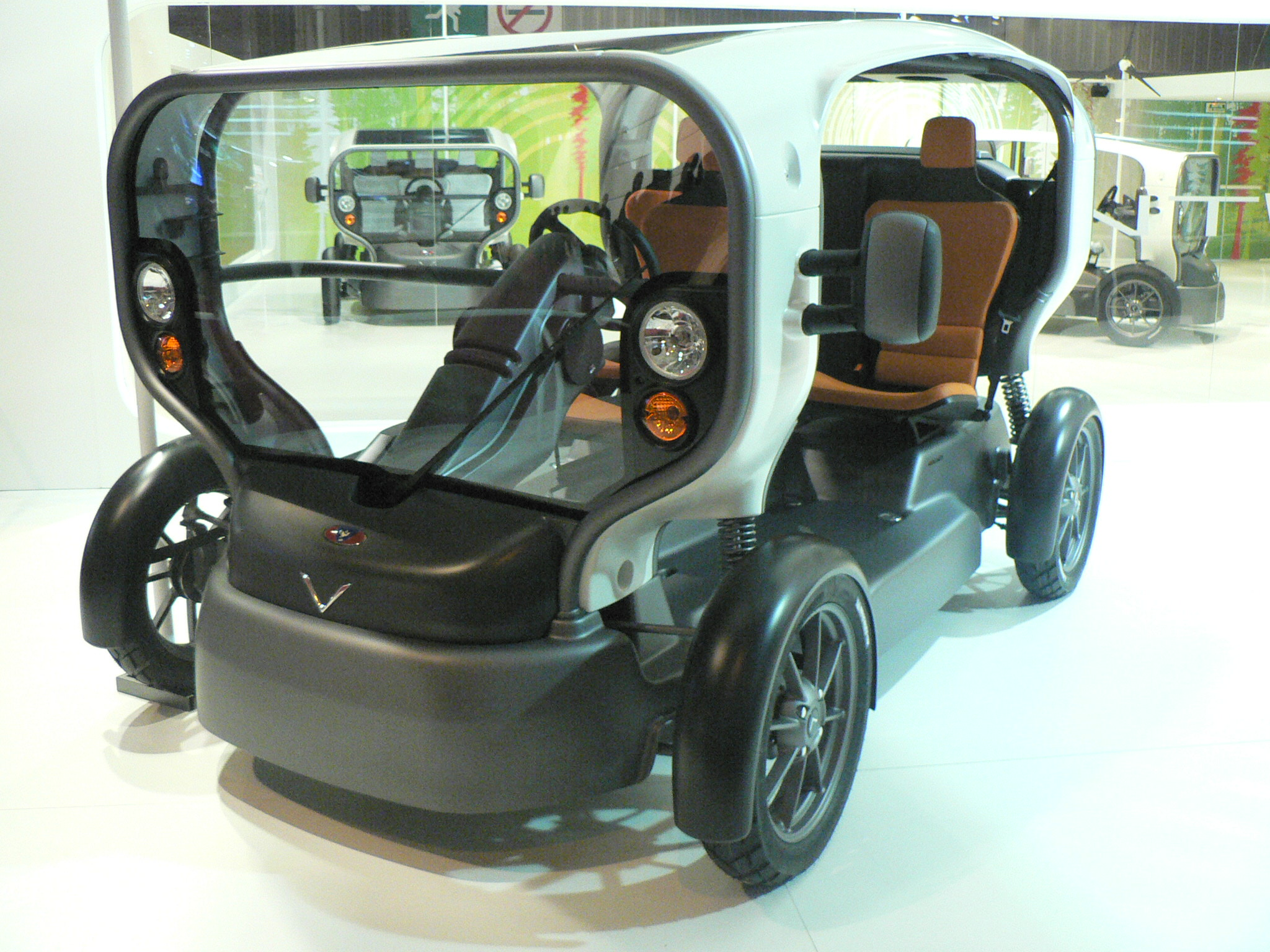
Eclectic

Der seitlich offene Dreisitzer Eclectic wurde von der Firma Venturi Automobiles 2006 als Prototyp gebaut. Reichweite mit nur solarer Aufladung 7 Kilometer/Tag. Reichweite mit vollem Akkumulator 50 Kilometer. Höchstgeschwindigkeit 50 km/h. Obwohl moderate Preise veröffentlicht wurden, kam es zu keiner Serienfertigung. Es gibt auch ein kleines Elektroauto mit dem Namen „Eclectic 2.0“ vom selben Hersteller.

#### Niederlande

##### Stella
Das viersitzige Solarauto „Stella“ wurde vom Solar Team Eindhoven (Technische Universität Eindhoven) 2013 zur World Solar Challenge gebaut und gewann den Wettbewerb.

##### Lightyear One
Das fünfsitzige Solarauto Lightyear One wird von der Firma Lightyear gebaut, dessen Gründer und CEO Lex Hoefsloot schon mehrfach die World Solar Challenge gewonnen hat, z. B. 2013 mit dem Auto „Stella“  (Solar Team Eindhoven, Technische Universität Eindhoven). Das Auto soll im Jahr 2021 in Produktion gehen und kann seit 2019 reserviert werden.

#### Neuseeland

##### UltraCommuter
Der „UltraCommuter“ von der University of Waikato wurde 2013 zur World Solar Challenge gebaut.

#### Schweiz

##### CateCar
Die Firma Catecar stellte 2017 den Prototyp „Dragonfly“ vor, der folgende Eigenschaften hat: Leicht, klein, mit erneuerbaren Bauteilen und mit Solarzellen betrieben. Dragonfly ist ein 560 kg schweres, nach M1 zertifiziertes Fahrzeug mit einer Kabine aus Flachs, einem Solardach und einem Absauger für Feinstaub, um die Luft zu reinigen.  Die Entwicklung führte bislang nicht zu einem serienreifen Fahrzeug, auf der Webseite und in den Medien gibt es seit 2017 keine weiteren Neuigkeiten. Bilder vom Catecar sind auf Dropbox oder in diesem Artikel zu finden.

##### Icare
Das Projekt „Icare“ hat ein Twike (Hybrid: Muskelkraft+Elektro) mit einem zusätzlichen Solaranhänger (1800 Wp) und einem kleinen Windgenerator (Durchmesser 1,8 m) ausgestattet. Damit wurde 2010/11 die Welt umrundet.

##### Solartaxi

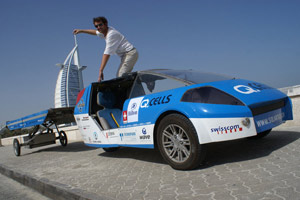
Palmer in seinem „Solartaxi“

Das Solartaxi (Eigenschreibweise ’SOLARTAXI’) umrundete zwischen 2007 und 2008 mit aus Solarzellen erzeugter Energie die Welt. Der Wagen selbst hatte keine Solarzellen an Bord. Die 6 m² Silizium-Solarzellen wurden auf einem Anhänger hinter dem Solarfahrzeug transportiert. Das Fahrzeug wog 500 kg, der zugehörige Anhänger 250 kg. Bei diesem Gewicht verbrauchte der Wagen 8 kWh auf 100 km. Da die Tagesstrecke auf der Weltumrundung höher war als die dafür benötigte Energie, die die Solarzellen liefen konnten, wurde der Wagen an der Steckdose nachgeladen. Während der Weltumrundung wurde die aus dem Netz bezogene Energie durch eine Solaranlage in der Schweiz wieder eingespeist.

#### Slowenien

##### Metron 7
Ein Mazda 5 wurde zu einem Elektroauto konvertiert und 2014 homologiert. Die Reichweite mit nur solarer Aufladung betrug einige Kilometer pro Tag. Die Reichweite mit vollem Akkumulator betrug 736 Kilometer.

##### Superpiki
Das Projekt „Yuneec & Metron“ hat einen Smart Roadster zu einem Elektroauto mit einem 80 Wp Solarmodul in 2011 umgebaut. Reichweite mit nur solarer Aufladung einige Kilometer / Tag. Reichweite mit vollem Akkumulator 160 Kilometer.

#### Taiwan

##### Apollo Solar Cruiser Car
Das „Apollo Solar Car Team“ von der „National Kaohsiung University of Applied Sciences“ plant ein Solarauto zur World Solar Challenge 2013 zu bauen.

#### USA

##### Daedalus
Der „Daedalus“ von der University of Minnesota wurde 2013 zur World Solar Challenge gebaut.

### Solarrennfahrzeuge

#### Schweiz

##### SER-1
Das Fahrzeug ist das erste Fahrzeug des Solar Energy Racers Teams, bestehend aus Mitarbeitenden der Firma Bühler, konnte bei der World Solar Challenge 2011 Platz 16 erzielen. Der Wagen verfügt über 6 m² Silizium-Solarzellen. Angetrieben wird das dreirädrige Fahrzeug über einen 5 kW leistungsstarken Radnabenmotor in dem Hinterrad. Mit dem Gewicht von 155 kg erreicht das Fahrzeug eine Höchstgeschwindigkeit von 100 km/h.

##### Spirit of Biel/Bienne
Spirit of Biel/Bienne I, Spirit of Biel/Bienne II, Spirit of Biel/Bienne III, sCHooler sind Solarfahrzeuge der Ingenieurschule Biel.

#### Deutschland

##### Lightrider
Der Lightrider war ein Fahrzeug der Hochschule Anhalt. Das dreirädrige Fahrzeug hatte über 6 m² Siliziumzellen. Es sollte an der World Solar Challenge teilnehmen. Das Fahrzeug wurde aber durch ein Feuer zerstört.

##### E=mo²bil
E=mo²bil ist ein Fahrzeug von Team HelioDet, Deutschland.

##### HansGo!

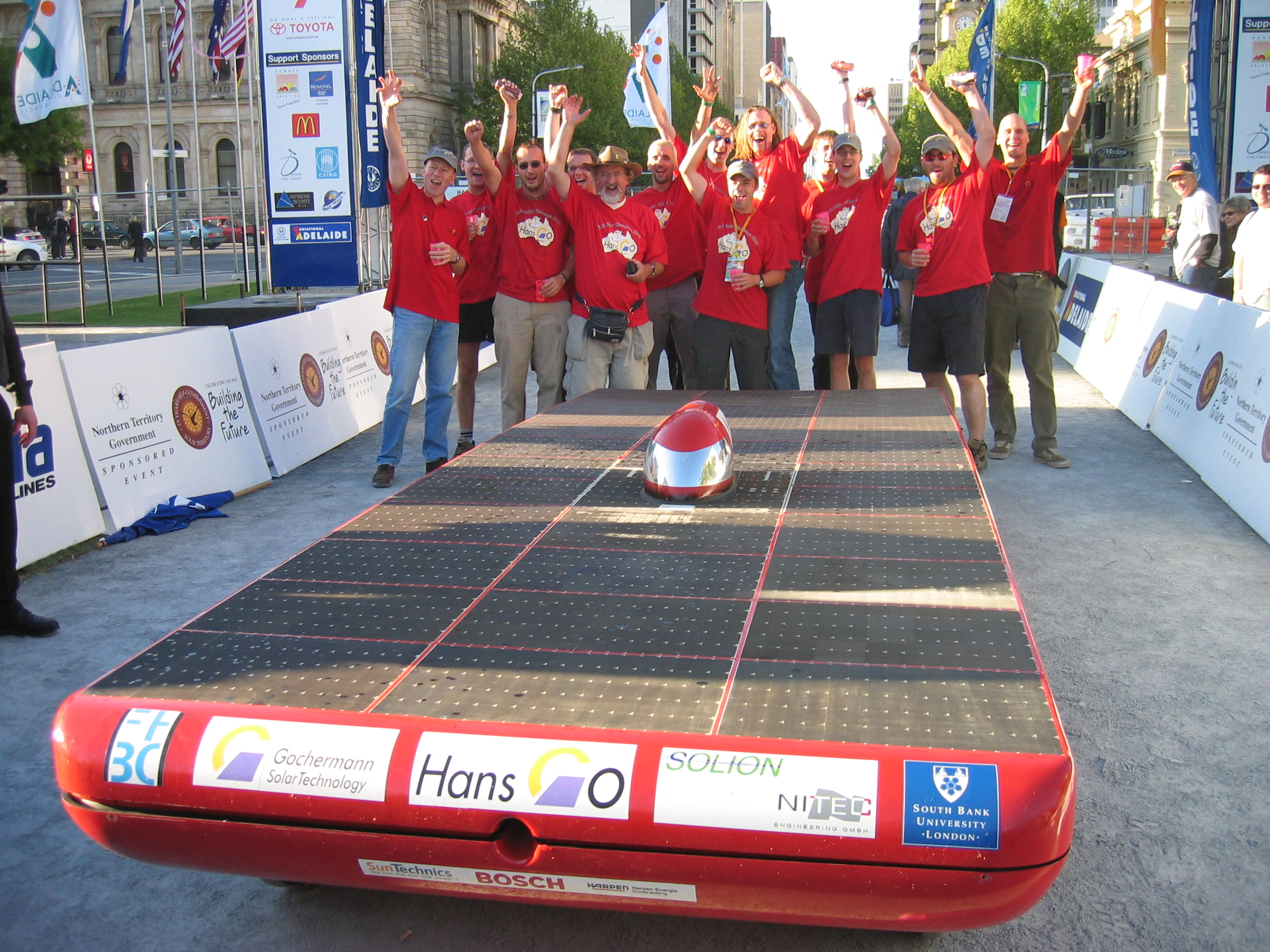
„HansGo!“

HansGo! wurde in den Jahren 2002 und 2003 von Studierenden der FH Bochum (heute: Hochschule Bochum) mit Unterstützung der „London South Bank University“ in Bochum entwickelt und gebaut.

##### Solarworld No. 1

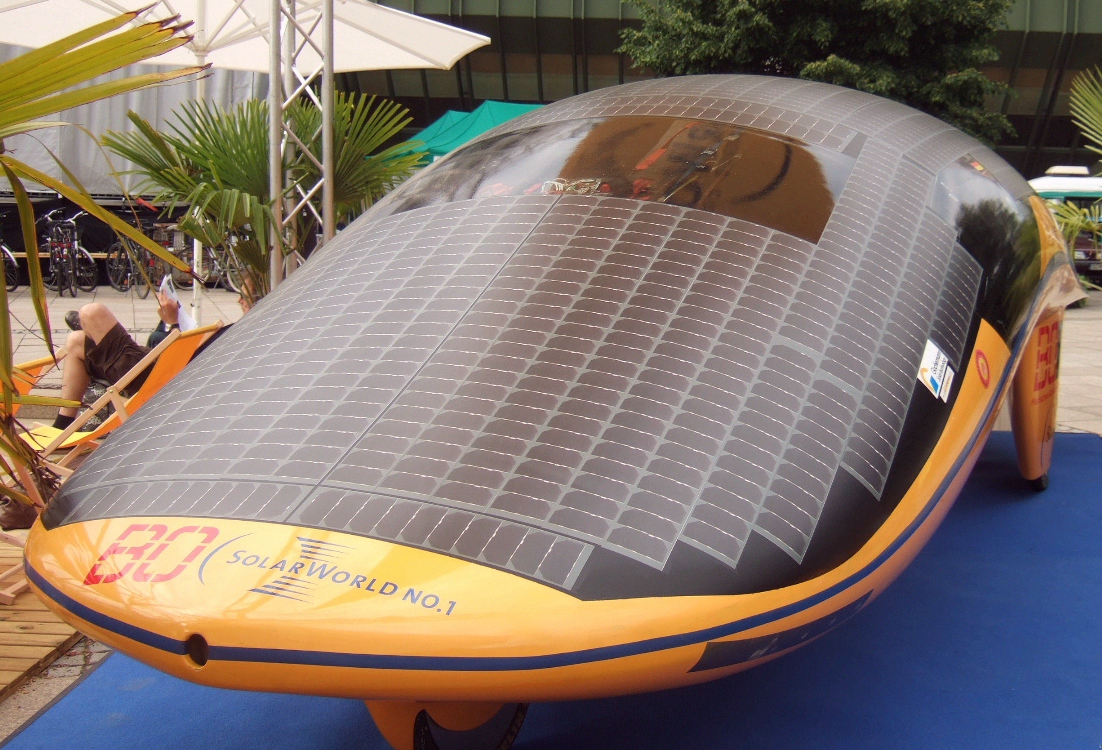
„Solarworld No. 1“

Der Solarworld No. 1 ist das zweite Fahrzeug der Hochschule Bochum. Fertiggestellt wurde es 2007. Es ist ein Fahrzeug mit drei Rädern, bei dem nur das Frontrad durch einen MGN Radnabenmotor angetrieben wird. Das Fahrzeug bietet Platz für einen Fahrer, der durch Öffnen des Daches aus- und einsteigen kann. Das Fahrzeug wiegt leer 260 kg und der Luftwiderstandsbeiwert (Cw) liegt bei 0,091. Die 1980 einzelnen Galliumarsenid-Tandemsolarzellen mit einem Wirkungsgrad von 29 % bedecken eine Fläche von 6 m². Die Leistung des Solarpanels reicht aus, um den Wagen auf 73 km/h zu beschleunigen. Um die Maximalgeschwindigkeit von 100 km/h zu erreichen, ist eine 30 kg schwere Antriebsbatterie aus 638 Li-Ionen-Zellen von Sanyo eingebaut.
Der Wagen hat an insgesamt vier Rennen teilgenommen. 2007 und 2009 nahm er an der World Solar Challenge teil und erzielt die Plätze 4 und 9. 2008 und 2010 bestritt er die American Solar Challenge und erreichte dort jeweils den dritten Platz.

##### BOcruiser

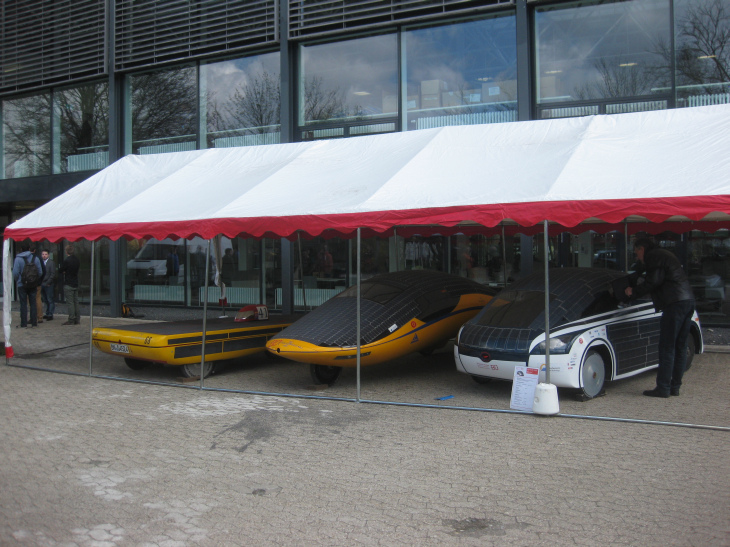
Li.: HansGo, mi.: Solarworld No.1, re.: BOcruiser

Der BOcruiser der Hochschule Bochum wurde 2009 für die World Solar Challenge gebaut. Das Fahrzeug ist das erste vierräderige Solarfahrzeug der Hochschule Bochum. Im Innenraum ist Platz für einen Fahrer. Zum Ein- und Aussteigen wird das Dach hochgeklappt. Das Fahrzeug wiegt leer 280 kg und hat einen Luftwiderstandsbeiwert von 0,141. Der Wagen hat 6 m² Monokristallin-Silizium Zellen mit einem Wirkungsgrad von 21,5 %. Auf dem Fahrzeug wurden 1068 einzelne Zellen aufgebaut. Das Solarpanel leistet maximal 1250 W. Als Antriebsbatterie wurden 532 einzelne Li-Ion Akkus des Typs 18650F von Sanyo verwendet. Zwei selbst entwickelte und gebaute permanent erregte Synchronmotoren treiben das Fahrzeug an. Die maximale Geschwindigkeit ohne Traktionsbatterie beträgt 55 km/h und die Höchstgeschwindigkeit des Wagens beträgt 120 km/h. Bei der World Solar Challenge erreichte das Fahrzeug 2009 Platz 11. Ein Jahr später gewann der BOcruiser die erste European Solar Challenge.

##### Huawei Sonnenwagen

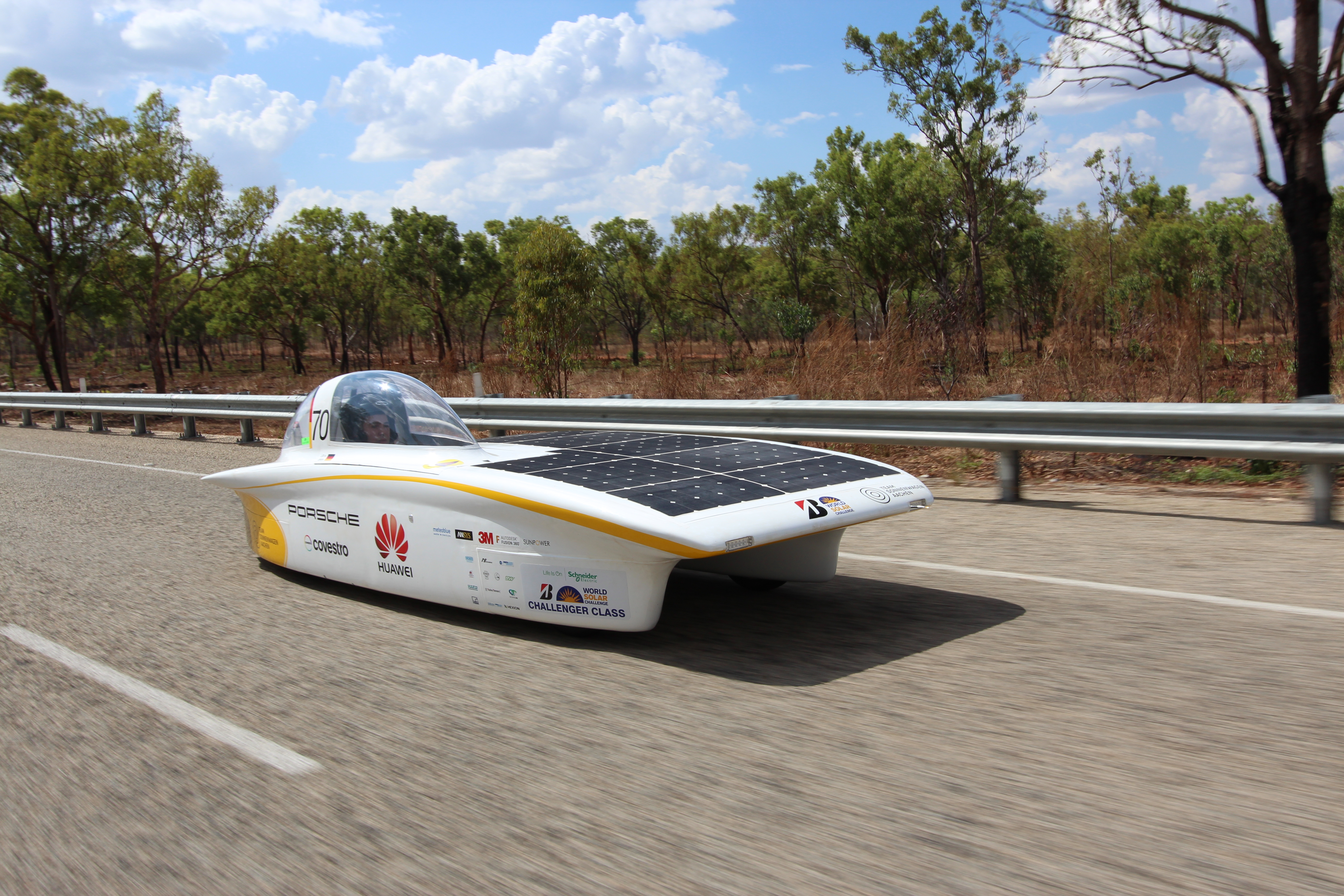
Huawei Sonnenwagen auf dem Stuart Highway, 8. Oktober 2017

Der Huawei Sonnenwagen war das vierrädrige Einsatzfahrzeug des 2015 gegründeten Teams Sonnenwagen Aachen für die World Solar Challenge 2017 durch Australien. Das Fahrzeug nahm vom 8. bis 15. Oktober 2017 in der einsitzigen „Challenger“-Klasse teil. Im Premierenjahr absolvierte es als bester Neuling die volle Distanz bis Adelaide.
Bei der iLumen European Solar Challenge 2018 auf dem Circuit Zolder belegte das Team Sonnenwagen mit dem Fahrzeug Platz 3.

#### Italien

##### Emilia II
Emilia II ist ein von Onda Solare gebautes Fahrzeug.

#### Niederlande

##### Nuna6

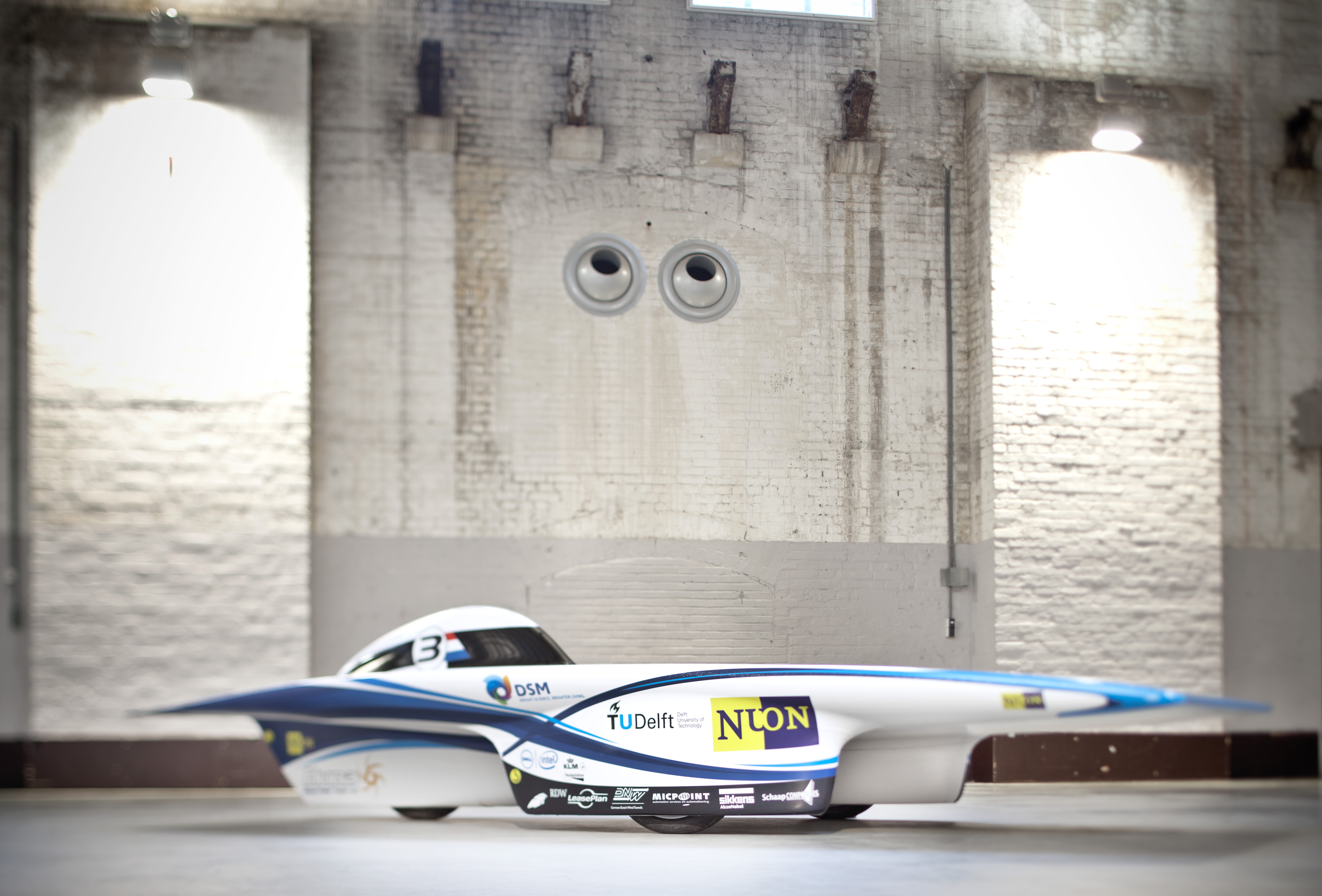
Nuna6

Das vom Nuon Solar Team an der TU Delft 2011 fertiggestellte Fahrzeug hat 6 m² Silizium-Solarzellen mit einem Wirkungsgrad von 22 %. Der 145 kg leichte Wagen hat zwei Fronträder und ein angetriebenes Hinterrad. 2011 erreichte der Wagen auf der World Solar Challenge den zweiten Platz.

##### 21Connect

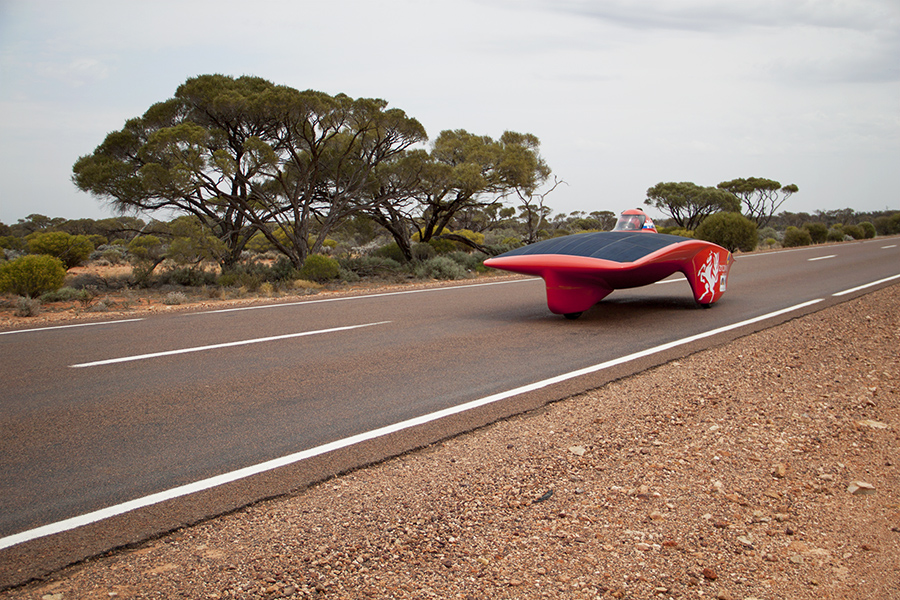
21Connect

2011 stelle das Solarteam Twente ihr viertes Fahrzeug fertig. Es hat 6 m² SiliziumSolarzellen mit einem Wirkungsgrad von 20 %. Es ist ein Dreirad mit einem einzelnen angetriebenen Vorderrad und zwei Hinterrädern. Der Wagen konnte auf der World Solar Challenge den fünften Platz erreichen.

#### Belgien

##### Umicar Imagine
Das Team Umicore stellte 2011 ihr viertes Fahrzeug fertig. Der Wagen hat 3 m² Tandem-Solarzellen. Mit Verbindung von Konzentratorlinsen konnte die Gesamtfläche auf 6 m² erweitert werden. Der Wagen hat zwei Fronträder und ein angetriebenes Hinterrad. Auf der World Solar Challenge 2011 erreichte der Wagen den 10. Platz.

#### Türkei

##### Atay
Das Fahrzeug wurde für die World Solar Challenge 2011 vom SOCRAT Team der Istanbul University gebaut. Es konnte den achten Platz erreichen. Der Wagen hat 6 m² Silizium-Solarzellen mit einem Wirkungsgrad von 22,6 % die eine Leistung von 1000 W liefern können. Der Wagen wiegt 163 kg und erreicht eine maximale Geschwindigkeit von 120 km/h. Angetrieben wird der Wagen von einem 2-kW-Motor im Hinterrad. Die beiden Vorderräder sind antriebslos.

##### Sunatolia
Das Fahrzeug Sunatolia wurde vom Anadolu Solar Team gebaut.

##### Saguar2
Das Fahrzeug Saguar 2 wurde vom SAITEM Team der Sakarya University gebaut.

#### Großbritannien

##### Gato del Sol V
Das vom Kentucky Solar Car Team 2010 gebaute Fahrzeug hat 1750 Tandemzellen mit einer Peak-Leistung von 1,7 kW. Angetrieben wird das Hinterrad, die beiden Fronträder sind antriebslos. Der Wagen kann eine Höchstgeschwindigkeit von 105 km/h erreichen.

##### Dusc
Das Team der Durham University baute das Fahrzeug mit zwei Fronträdern und einem Angetriebenen Hinterrad. Der Wagen verfügt über 6 m² Siliziumzellen. Auf der World Solar Challenge 2011 wurde der 33. Platz erreicht.

##### Endeavour
Das Fahrzeug wurde gebaut von Cambridge Uni Eco Racing Team. Auf dem Dach des Wagens sind 6 m² Silizium-Solarzellen montiert die eine Maximalleistung von 1300 W haben. Das Fahrzeug wiegt 220 kg und erreicht eine Höchstgeschwindigkeit von 121 km/h. Das angetriebene Frontrad des dreiräderigen Fahrzeugs hat eine Maximalleistung von 4 kW. Bei der World Solar Challenge erreichte das Fahrzeug den 25. Platz.

#### Australien

##### Aurora Evolution
Das im Jahr 2006 gebaute Fahrzeug hat 6 m² Siliziumzellen mit einer Peakleistung von 1250 W. Der Wagen ist 140 kg schwer und hat einen cW-Wert von 0,08 bei einer Frontfläche von 0,76 m². Bei der World Solar Challenge 2011 war das Fahrzeug das letzte, welches innerhalb der Rennzeit die gesamte Strecke fahren konnte und erreichte damit Platz 7.

##### Sunswift IV

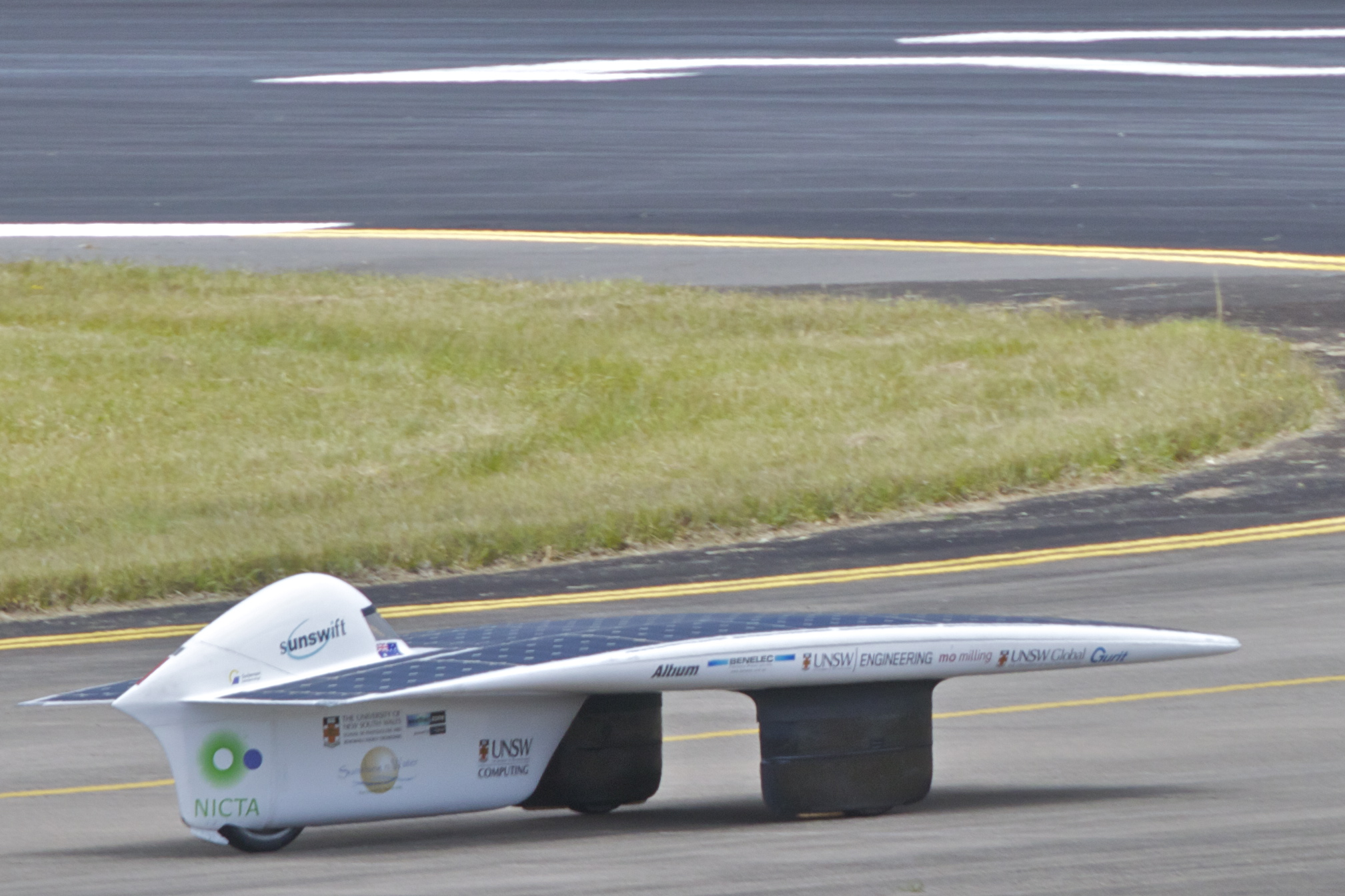
Sunswift IV auf der World Solar Challenge

Der von Sunswift 2009 gebaute wagen besitzt 6 m² Siliziumzellen. Das Fahrzeug hat zwei Vorderräder und ein angetriebenes Hinterrad. Bei der World Solar Challenge 2011 konnte der sechste Platz erzieht werden.

##### Solar Spirit Australia
Das Fahrzeug wurde vom gleichnamigen Solar Spirit Australia Team gebaut.

#### USA

##### Chopper Del Sol
Das vom MIT 2011 fertiggestellte Fahrzeug verfügt über 6 m² Siliziumzellen. Der Wagen nahm an der World Solar Challenge 2011 teil und erreichte den 15. Platz. 2012 trat der Wagen an der North American Solar Challenge an.

##### Qantum
Das Fahrzeug wurde von der University of Michigan für die World Solar Challenge 2011 gebaut, wo es den dritten Platz erreichte. Auf dem Wagen sind 6 m² Silizium-Solarzellen verbaut. Der Wagen wiegt 145 kg und erreicht eine Höchstgeschwindigkeit von 168 km/h. Der Wagen hat zwei Fronträder und ein angetriebenes Hinterrad.

##### Xenith

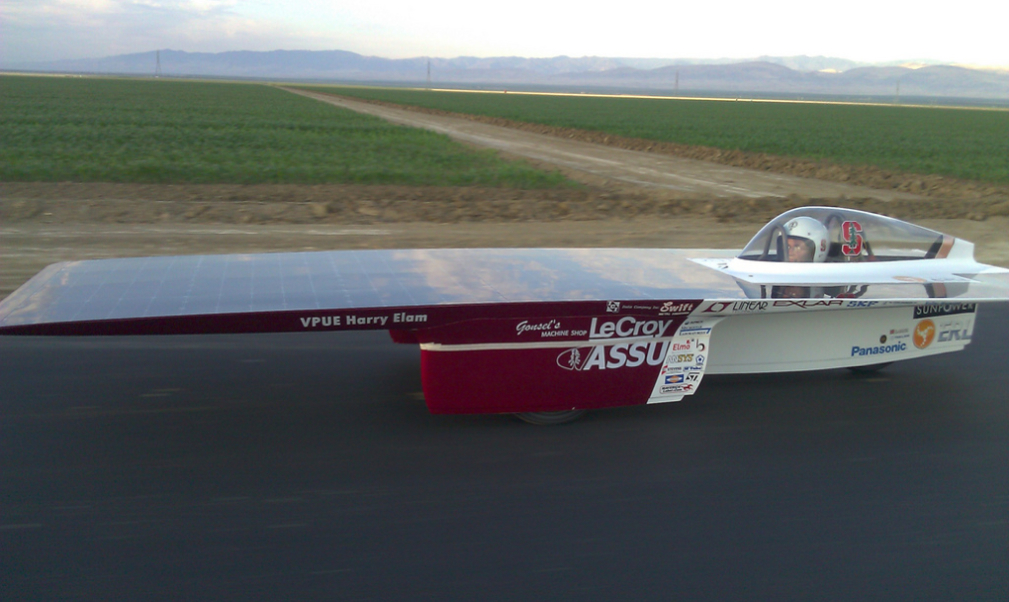
Xenith auf Testfahrt im San Joaquin Valley

Xenith ist das zehnte Fahrzeug des Stanford Solar Car Teams. Es wurde 2011 fertiggestellt und erreicht im selben Jahr auf der World Solar Challenge den 11. Platz. Die 6 m² Silizium-Solarzellen sind durch hochfestes Glas geschützt. Der Wagen wiegt 170 kg. Bei maximaler Sonneneinstrahlung erreicht der Wagen eine Geschwindigkeit von 88 km/h ohne den Antriebsakku zu verwenden.

##### Impulse
Das Fahrzeug wurde vom Team CalSol gebaut.

##### Ra 7s
Das Fahrzeug wurde vom Principia Solar Team gebaut.

#### Kanada

##### Schulich Axiom
Das Fahrzeug wurde von der University of Calgary gebaut.

##### Eclipse7
Das Fahrzeug wurde für die World Solar Challenge 2011 vom Eclipse7 Solar Car Team gebaut. Der Wagen hat 6 m² Silizium-Solarzellen mit einem Wirkungsgrad von 21 % und einer maximalen Leistung von 1200 W. Angetrieben wird das dreiräderige Fahrzeug über das Hinterrad. Das Fahrzeug konnte den Platz 27 auf der World Solar Challenge erreichen.

##### Azure
Das Fahrzeug wurde von der University of Toronto gebaut.

##### Midnight Sun X

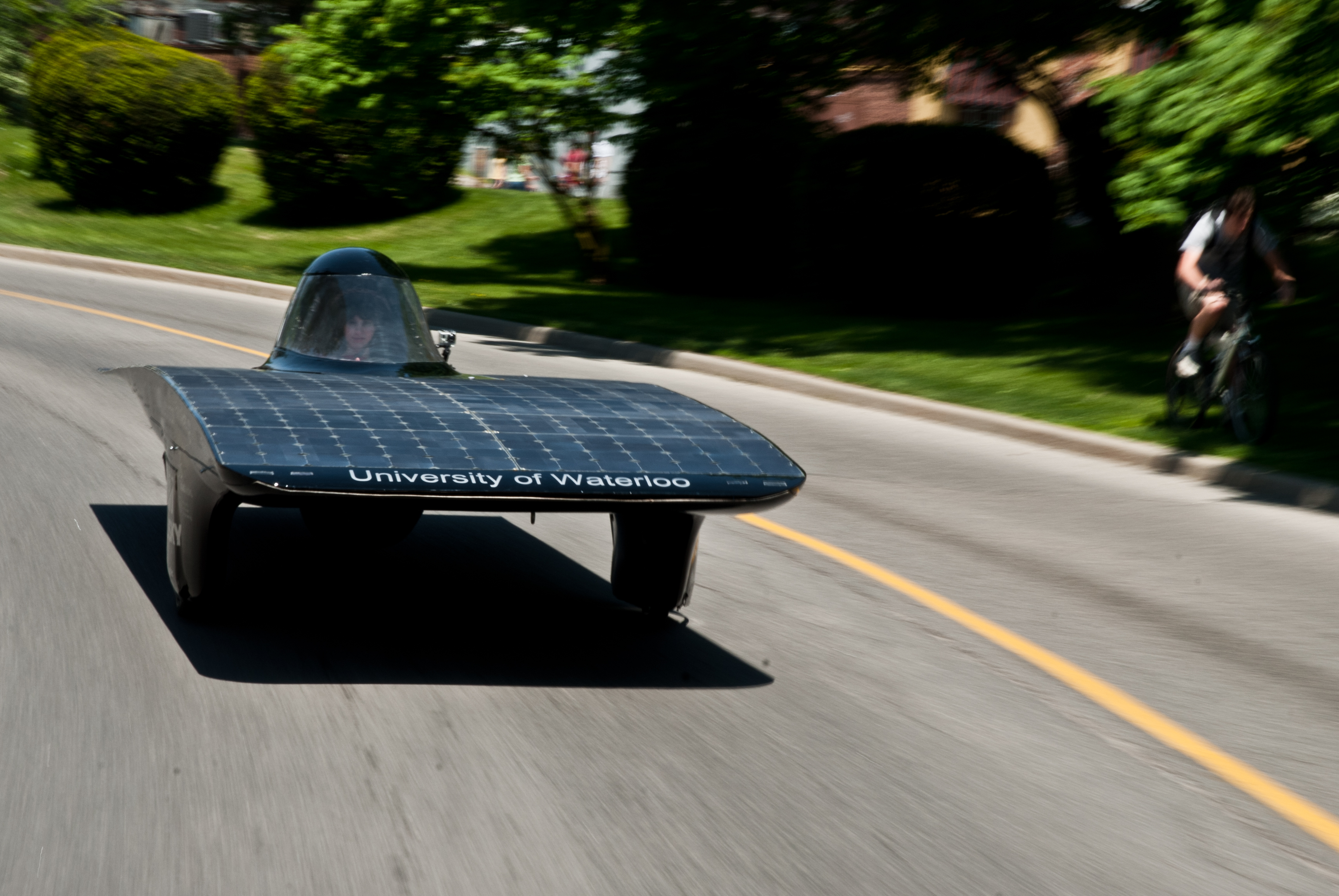
Der Midnight Sun auf Testfahrt im Juni 2011

Das Fahrzeug wurde vom Midnight Sun Solar Rayce Team gebaut.

#### Japan

##### Tokai Challenger

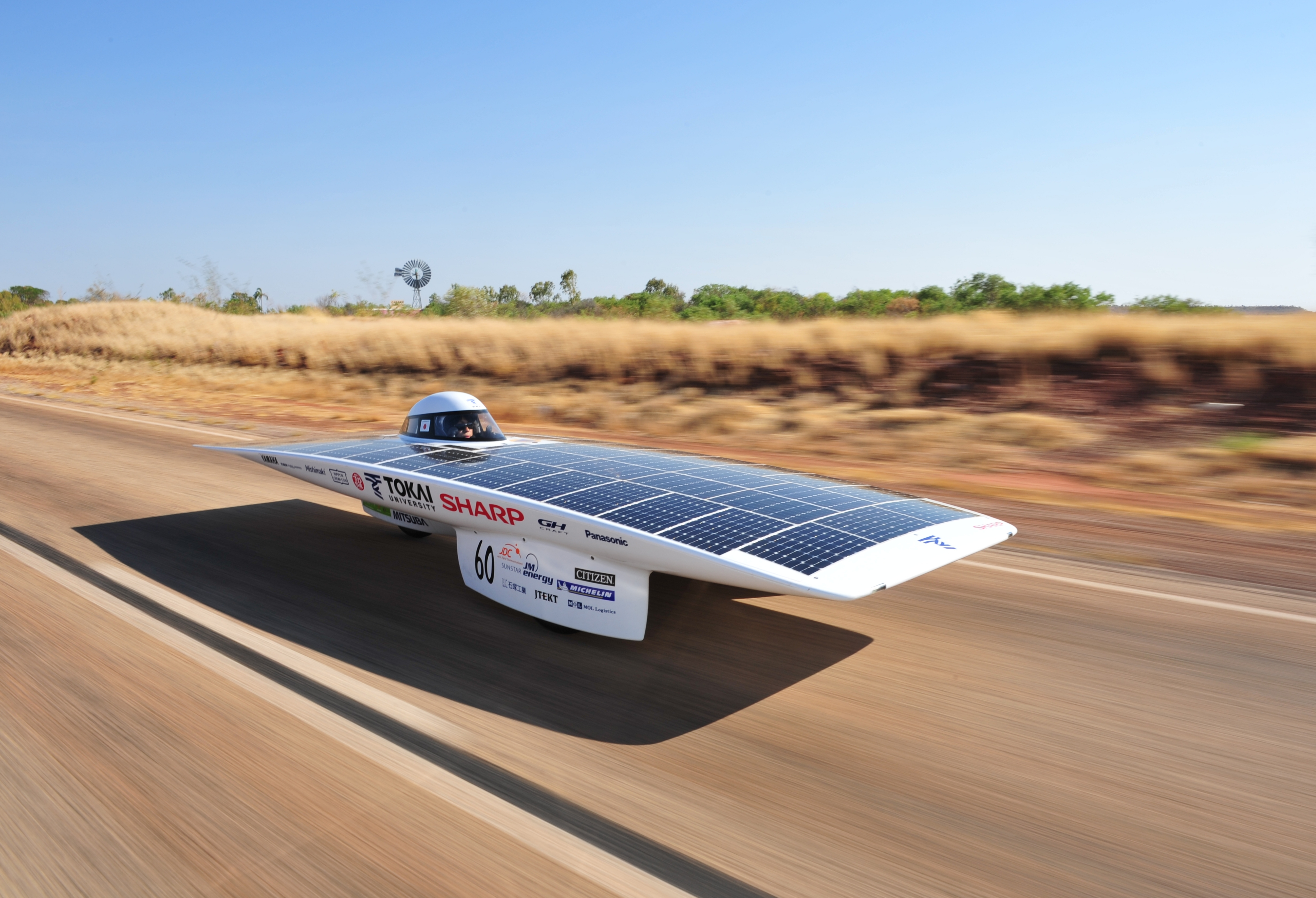
Der Gewinner der Global Green Challenge 2009 (WSC), „Tokai Challenger“, Japan Tokai University Solar Car Team

Das Fahrzeug wurde von der Tokai University gebaut.

##### Sky Ace TIGA
Das Fahrzeug der Universität Ashiya ist Inhaber des Landgeschwindigkeitsrekordes.

##### Léquion
Das Fahrzeug wurde vom Team Okinawa gebaut.

#### Taiwan

##### Apollo VI
Das Fahrzeug wurde vom Apollo Solar Car Team gebaut.

#### Philippinen

##### Sikat II
Das Fahrzeug wurde vom Team Solar Philippines gebaut.

#### Singapore

##### Nanyang Venture V
Das Fahrzeug wurde von der Nanyang Technological University gebaut.

#### Iran

##### Havin
Das Fahrzeug wurde von der Qazvon Islamic Azad University gebaut.

##### Persian Garzelle II
Das Fahrzeug wurde von der University of Tehran Solar Car Team gebaut. Der Wagen verfügt über 6 m² Silizium-Solarzellen.

#### Chile

##### Eolian2

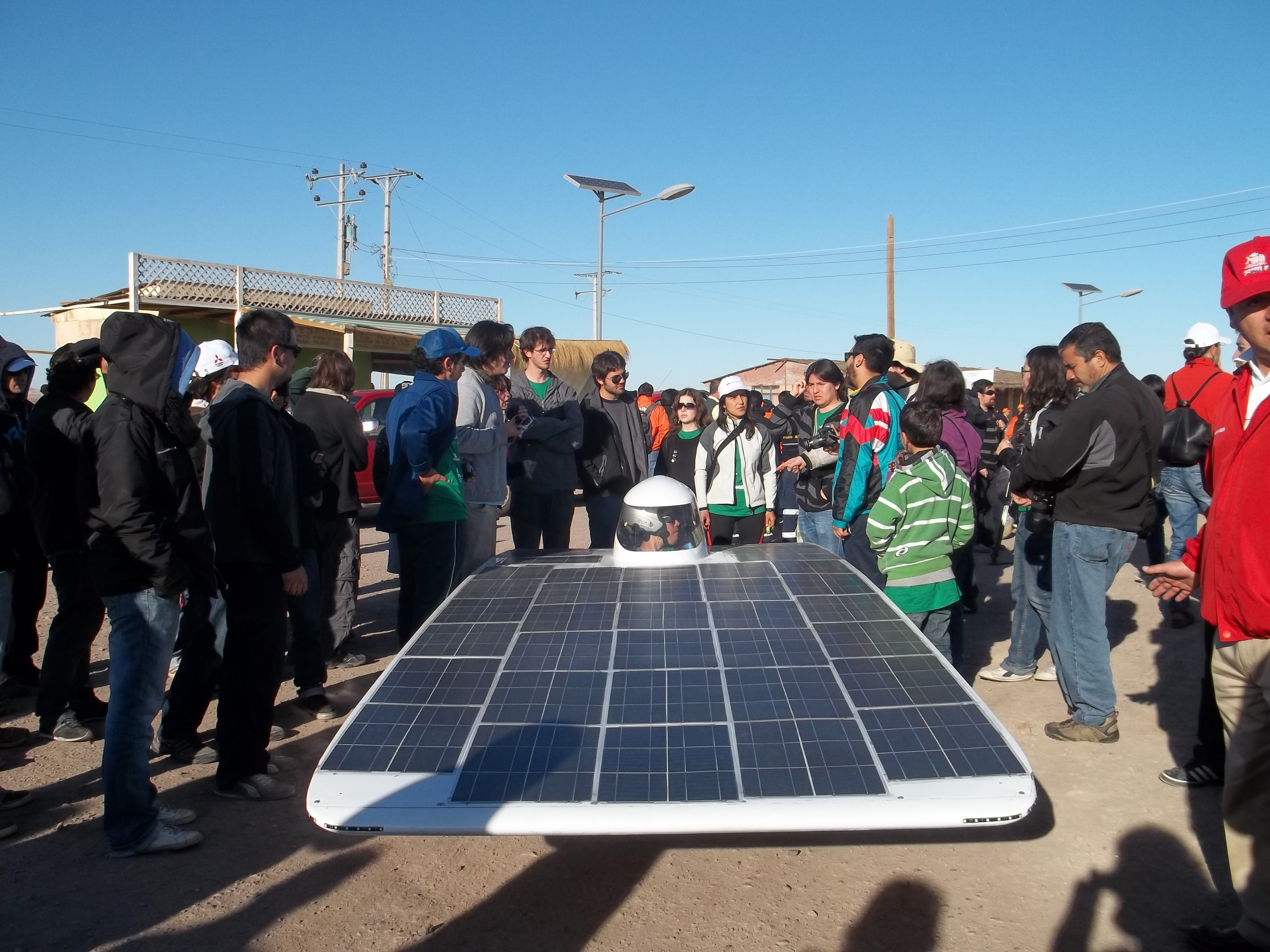
Eolian 2 auf der Atacama Solar Challenge 2011

Das Fahrzeug wurde von der Universidad de Chile gebaut.

#### Saudi Arabian

##### Wahj
Das Fahrzeug wurde vom Seraaj Solar Car Team gebaut.

#### Indien

##### Avenir
Das Fahrzeug ist das erste indische Fahrzeug, das an der World Solar Challenge teilnahm. 2011 erreichte es dort den 34. Platz. Gebaut wurde es vom Solaris Team.

#### Malaysia

##### Kilau
Kilau ist das erste Fahrzeug der Universiti Malaysia Pahang. Es wurde mit dem Ziel entwickelt ein möglichst kostengünstiges Solarfahrzeug zu bauen, daher wurde auf Hochleistungssolarzellen verzichtet. Der Wagen kostete am Ende weniger als 1300 Euro. Der Wagen hat 6 m² Siliziumzellen, die normal im Handel erwerblich sind. Angetrieben wird das vierrädrige Fahrzeug von vier Motoren aus Elektrofahrrädern. Das Fahrzeug nahm 2011 an der World Solar Challenge teil und erreichte den 35igsten Platz.

##### Solar Ranger2
Das Fahrzeug wurde vom Uniten Solar Ranger Team gebaut.

#### Korea

##### Haegama
Das Fahrzeug wurde vom Green Maniac gebaut.

### Solarfahrräder
- Solarcycle, England, 1982

### Solaromnibusse
Kiira Motors Kayoola ist ein 35-sitziger Omnibus aus Uganda. Zur Begründung des Projekts hieß es sinngemäß, Uganda gehöre zu jenen 13 Ländern der Erde, die am Äquator liegen. Was läge da näher, als einen elektrisch angetriebenen Omnibus mit einem Photovoltaikdach auszustatten.

### Solarbahn
siehe auch Solarbahn

### Modelle in Entwicklung oder mit anlaufender Produktion
Folgende Modelle befinden sich gegenwärtig in der Entwicklung, oder deren Produktion ist zurzeit im Anlaufen begriffen:
| Name                        | Hersteller      | Produktionsbeginn | Stückzahlen | Stand   |
| --------------------------- | --------------- | --- | ----------- | ------- |
| Electric Brands eBussy XBUS | Electric Brands | Beim vorliegenden Modell handelt es sich um ein modular aufgebautes Mini-Nutzfahrzeug, das unterschiedliche Module auf das Fahrgestell aufzusetzen erlaubt, auf denen teilweise wiederum andere Module aufsetzen können. Dadurch entsteht ein Mini-Nutzfahrzeug nach dem Baukastenprinzip. Die Module sind praktisch wie Bauklötze, welche Aufbauten auf das Fahrgestell realisierbar machen, welche unterschiedlichen Anwendungszwecken dienen. Vom Pritschenwagen mit kippbarer Ladefläche bis zum Camper ist damit alles Mögliche realisierbar. Im Fahrgestell, auf dem die Module aufsetzen, die allesamt vergleichsweise leicht sind, sitzt ein batterieelektrischer Antrieb; dadurch ergibt sich in Summe das Modell für ein Elektro-Leichtfahrzeug der Klasse L7e. Im Fahrgestell wird eine Batterie mit 10 bis 30 kWh Speicherkapazität eingebaut, die Zellen kommen von den Produzenten Samsung SDI und Sanyo. Der modulare Aufbau sieht bis zu 24 Akkupakete mit jeweils 1,25 kWh vor. Der Elektroantrieb auf alle vier Räder soll eine maximale Leistung von 15 kW, also 20,4 PS, generieren und den eBussy 90 km/h schnell machen können. Die hohe Höchstgeschwindigkeit in Relation zur niedrigen Leistung wird realisierbar durch das niedrige Gewicht. Die Reichweite gibt der Hersteller je nach Akku und Aufbau mit 200 bis 800 Kilometern an. Solarzellen am Fahrzeug sollen unter idealen Wetterbedingungen pro Tag 13 kWh Strom für den Antrieb erzeugen können. Von einem Start-up-Unternehmen aus Deutschland names „Electric Brands“ wurde das Modell entwickelt, das ab dem dritten Quartal des Jahres 2021 bei einem Produktionsdienstleister in Heinsberg in Nordrhein-Westfalen in Serie produziert werden soll. Die Vorreservierungsmöglichkeit, die für das Modell seit dem 7. Juli 2020 besteht, hat beim Hersteller „Electric Brands“ seitens der Kunden bis Mitte Dezember 2020 für immerhin über 4900 Fahrzeug-Vorreservierungen gesorgt. |             | 2020-12 |
| Fisker Ocean (SUV)          | Fisker          | Bezüglich des Solarautomodells „Fisker Ocean“ plant dessen Hersteller „Fisker Automotive“, im vierten Quartal des Jahres 2022 dessen Hauptserienproduktion in Gang zu setzen, um die mit ihr entstehenden Fahrzeuge anschließend am Markt verkaufen zu können. Produziert werden soll das Modell beim Auftragsfertiger Magna. Mietkauf(Leasing)-Modelle für den „Fisker Ocean“ sind beim Hersteller zur Stärkung des Absatzes von Anfang an mit eingeplant. |             | 2020-12 |

## Wasserfahrzeuge
- Korona, Solarboot der FH Konstanz
- Neckarsonne, Heidelberg, Solarkatamaran mit einer Beförderungskapazität von 110 Personen
- SolarWave familientauglicher Hochsee-Solarkatamaran
- Solgenia, Solar-Wasserstoff-Hybridboot der Hochschule Konstanz
- Sun21 erste Atlantiküberquerung 2006/2007
- Tûranor PlanetSolar Solarkatamaran
- Staffelseerin, Elektro-Solar-Fahrgastschiff Weltrekord Distanz 2024
- HELIO, Solarschiff in Radolfzell am Bodensee[72]
- Solarboot mit Liegeplatz in Moos am Bodensee[73]

## Luftfahrzeuge

### Solarluftschiffe
- LOTTE2

siehe auch Solarluftschiff

### Solarflugzeuge
siehe auch Solarflugzeug

## Einsatz außerhalb der Erde

### Mond
- Lunochod 1 und 2

### Mars
- Sojourner
- Spirit
- Opportunity
- ExoMars

siehe auch Rover (Raumfahrt)